# Kaixírino
Kaixírino (en rus: Каширино) és un poble de l'óblast de Kurgan, a Rússia, que en el cens del 2010 tenia 1.338 habitants. Pertany al districte de Ketovo.